# Alexandre Devie
Alexandre-Raymond Devie (Montélimar, 23 janvier 1767-Belley, 25 juillet 1852) est un ecclésiastique français du XIXe siècle.  

## Biographie
Alexandre-Raymond Devie est né le 23 janvier 1767 à Montélimar. Dernier né d'une famille de sept enfants, il était fils de Sieur Antoine Gérard Devie, marchand à Montélimar, et de Demoiselle Marie Lombard. 
Il a été évêque du diocèse de Belley de 1823 à sa mort. Il fut le premier évêque du diocèse reconstitué, après sa suppression par le Concordat de 1801. 
Il mena une action d'envergure pour le renouveau de l'Église catholique  dans son diocèse. De nombreuses églises dans le département de l'Ain ont été construites ou reconstruites sous son impulsion : il est notamment à l'origine de la restauration de la cathédrale Saint-Jean-Baptiste de Belley.
Il aida également à la fondation en 1835 de la congrégation des frères de la Sainte Famille de Belley dans son diocèse. 
Il mourut le 25 juillet 1852 à Belley.

## Armes
D'argent à l'arbre de vie de sinople terrassé du même.

## Distinctions
- Officier de la Légion d'honneur (29 août 1850)[5]